# Glynn County
Glynn County är ett administrativt område i delstaten Georgia, USA, med 79 626 invånare. Den administrativa huvudorten (county seat) är Brunswick.
Fort Frederica nationalmonument ligger i countyt.

## Geografi
Enligt United States Census Bureau har countyt en total area på 1 516 km². 1 094 km² av den arean är land och 422 km² är vatten.

### Angränsande countyn
- McIntosh County, Georgia - nord
- Camden County, Georgia - sydväst
- Brantley County, Georgia - väst
- Wayne County, Georgia - nordväst

### Orter
- Brunswick (huvudort)
- Country Club Estates
- Dock Junction
- St. Simons